# Pingdingshan
Pingdingshan (平顶山 ; pinyin : Píngdǐngshān) est une ville du centre de la province du Henan en Chine. Elle compte presque 5 millions d'habitants en 2015.

Gare de Pingdingshan Ouest

## Subdivisions administratives
La ville-préfecture de Pingdingshan exerce sa juridiction sur dix subdivisions - quatre districts, deux villes-districts et quatre xian :
- le district de Xinhua - 新华区 Xīnhuá Qū ;
- le district de Weidong - 卫东区 Wèidōng Qū ;
- le district de Zhanhe - 湛河区 Zhànhé Qū ;
- le district de Shilong - 石龙区 Shílóng Qū ;
- la ville de Wugang - 舞钢市 Wǔgāng Shì ;
- la ville de Ruzhou - 汝州市 Rǔzhōu Shì ;
- le xian de Baofeng - 宝丰县 Bǎofēng Xiàn ;
- le xian de Ye - 叶县 Yè Xiàn ;
- le xian de Lushan - 鲁山县 Lǔshān Xiàn ;
- le xian de Jia - 郏县 Jiá Xiàn.